# Mohamed Sylla (football, 1977)
Pour les articles homonymes, voir Mohamed Sylla et Sylla (homonymie).
Momo Sylla, né le 13 mars 1977 à Bouaké (Côte d'Ivoire), est un footballeur international guinéen évoluant au poste de milieu.

## Biographie
Après avoir fait ses débuts au club du Mans, il part à Perth en Écosse au club du St Johnstone FC. En juin 2001 il est recruté par Martin O'Neill, manager du Celtic FC. Il ne réussit pas à se faire une place de titulaire au Celtic, se contentant de faire de nombreuses entrées en cours de match. 
En juillet 2005 il s'engage à Leicester City, club de championship (D2 anglaise), en compagnie de son coéquipier Rab Douglas gardien du Celtic FC, mais ne parvient pas à réellement s'imposer. En janvier 2007 il fait son retour en Scottish Premier League au Kilmarnock FC.
International guinéen (14 sélections), Momo Sylla participe à la Coupe d'Afrique des nations 2006 avec la Guinée.

## Carrière
- 1995-1996 :  US Créteil
- 1996-1997 :  Le Havre AC
- 1997-1998 :  Noisy-le-Sec (prêt)
- 1998-1999 :  Le Havre AC
- 1999-2000 :  Le Mans UC
- 2000-2001 :  Saint Johnstone FC
- 2001-2005 :  Celtic FC
- 2005-2006 :  Leicester City
- 2006-2007 :  Kilmarnock FC[1],[2]

## Palmarès
- Champion d'Écosse en 2002 et 2004 avec le Celtic FC
- Vainqueur de la Coupe d'Écosse en 2004 et 2005 avec le Celtic FC